# 콜 미 (영화)
《콜 미》(Call Me)는 미국에서 제작된 솔리스 미첼 감독의 1988년 스릴러 영화이다. 패트리샤 샤르보노 등이 주연으로 출연하였고 케네스 F. 마르텔 등이 제작에 참여하였다.

## 출연

### 주연
- 패트리샤 샤르보노
- 스티브 부세미

### 조연
- 스티븐 맥허티
- 보이드 게인즈
- 샘 프리드
- 패티 다밴빌
- 존 사이츠
- 데이빗 스트라탄
- 어니스트 아부바
- 오렉 크루파
- 조지 게더즈

## 기타
- 라인프로듀서: 리처드 J. 겔펀드
- 라인프로듀서: 메리 케인
- 협력프로듀서: 케네스 버그
- 협력프로듀서: 카린 케이
- 미술: 스티븐 맥케이브
- 의상: 할리 브레인델
- 배역: 린 크레셀